# District de Gray
Le district de Gray est une ancienne division territoriale française du département de la Haute-Saône de 1790 à 1795.
Il était composé des cantons de Gray, Champvant, Fresne Saint Mamez, Gy, Marnay, Mercey, Pesmes et Sauvigney lès Angirey.